# Desa Boro (administrativ by i Indonesien, Jawa Timur, lat -8,12, long 112,45)
Desa Boro är en administrativ by i Indonesien.   Den ligger i provinsen Jawa Timur, i den västra delen av landet, 700 km öster om huvudstaden Jakarta. Desa Boro ligger vid sjön Waduk Laor.